# 佔領費茲
費茲戰役，為鄂圖曼阿爾及利亞的薩拉赫·萊斯與薩阿德蘇丹國的穆罕默德·謝伊赫之間的一場戰役，前者在先前的1553年12月的塔扎之戰獲勝後，雙方於費茲附近的郊區古迪亚特·马哈利進行。

## 背景
儘管鄂圖曼帝國佔領了北非的大片領土，但摩洛哥仍然設法保持獨立。該王國以費茲為中心，並在馬林王朝的統治下，成為中世紀世界最富裕的城市之一。在15世紀後半葉，瓦塔斯蘇丹開始控制摩洛哥，並開始將海岸線拱手讓給葡萄牙和西班牙軍隊。後來該王朝的末代蘇丹甚至還與葡萄牙進行戰略同盟，使其之宗教領袖的地位被削弱。隨著該王朝的權力崩潰，他們面臨薩阿德王朝的新威脅，後者宣稱是shorfa或穆罕默德的後裔。這些來自北非的移民擴大了他們的領土並建立了支承和聯盟。
1544/45年，摩洛哥北部的瓦塔斯王朝統治者阿里·阿布·哈松希望獲得鄂圖曼帝國的軍事支持，是以他正式承認鄂圖曼蘇丹的權威，並宣布自己為鄂圖曼帝國的附庸，然而鄂圖曼帝國未於1549年進行干預，當時阿布·哈松輸給了薩阿德第一位蘇丹穆罕默德·謝伊赫並丟失了費茲。
阿爾及爾攝政王與薩阿德蘇丹穆罕默德·謝伊赫之間的關係開局並不順利，因為鄂圖曼帝國支持他的對手瓦塔斯。此外，薩阿德蘇丹被鄂圖曼蘇丹視為下屬，並且對待相當傲慢：鄂圖曼蘇丹稱他為「費茲省省長」。謝伊赫無法接受鄂圖曼的傲慢，是以他打算利用鄂圖曼在其他戰線恢復戰爭狀態之時，試圖吞併特萊姆森及其地區，很快地，摩洛哥佔領了這座城市，但很快就被鄂圖曼禁衛軍和當地擁護者驅逐。次年，摩洛哥以三個兒子為首的17,000名戰士再次嘗試，但隨後便再次被慘敗。在戰敗後，穆罕默德·謝伊赫恭敬地歡迎阿爾及爾的貝勒貝伊就結束戰爭進行談判，並將穆盧亞定為薩阿德王朝和阿爾及爾攝政間的邊界，但不久後穆罕默德·謝伊朗赫又重新入侵穆盧亞河以東，並且與西班牙結盟：這重新點燃了他與薩拉赫·萊斯之間的戰爭。

## 戰役細節
1553年，薩拉赫·萊斯率領6,000名火槍手、1,000名西帕希騎兵和一支由4,000名騎兵（他們是庫庫王國的游擊戰士）組成的分遣隊前往費茲；費茲蘇丹在接到這次進攻的警報後，便召集了30,000名騎兵和10,000名士兵保衛費茲。不久後，費茲蘇丹的軍隊已經枕戈待旦。至於阿爾及爾帕夏方面，雖然其軍隊規模相對較小，但他的軍隊也準備好發動進攻。
1553年12月5日，費茲蘇丹在塔扎附近會見了阿爾及爾攝政的軍隊，但在他知道鄂圖曼砲兵的優勢後，他就從這座城市撤退進要塞。此後不久，薩拉赫·萊斯對該要塞進行了一次突然夜襲，由他精挑細選的1,500名士兵發動進攻。根據歷史學家歐內斯特·梅西耶的說法，鄂圖曼在第一次進攻取得了巨大的勝利，摩洛哥士兵被爆炸聲給嚇壞，並被迫撤退到費茲方向的高處。1554年1月4至5日之間，貝勒貝伊從阿布·哈松的兒子於貝萊斯省帶來的600人援軍後，即由阿爾及利亞軍隊駐紮的塞布地區，對費茲發起了最終進擊。爾後他在古迪亞特·馬哈利郊區擊敗謝伊赫。
薩拉赫·萊斯的軍隊於1月7至8日的晚上已勝利之姿進入費茲，並任命阿里·阿布·哈松為主權擁有者，並成為鄂圖曼附庸。

## 後續
謝伊赫的首任妻子與女兒們都被阿爾及爾帕夏俘虜。爾後阿爾及利亞在劫掠費茲期間獲得巨大財富，並且設法從猶太區勒索了300,000達克特。費茲居民起初對瓦塔斯蘇丹的回歸感到高興，並對薩拉赫·萊斯表示了熱烈的歡迎，但是當他們看到突厥對婦女與兒童下手，並搶劫他們想要的任何東西時，便開始反抗他們，並且許多關於住在費茲的突厥人劫持婦女並實施各種暴力行為的投訴紛紛出現。四個月以來，來自卡比利亞的鄂圖曼軍隊、突厥人和柏柏人一直留在費茲並騷擾其居民，直到阿里·阿布·哈松花錢收買突厥人使其撤軍。在撤軍後，薩拉赫·萊斯向薩阿德統治者保證，他不會再給予其敵人阿里·阿布·哈松任何幫助。一直到薩阿迪安·穆罕默德·埃赫-謝伊赫接管這座城市之前，後者在費茲統治了近九個月；而薩拉赫·萊斯之所以被安置在貝萊斯戈馬拉佩農的部分原因，是因為此乃突襲西班牙海岸和航運的先遣基地。